# Dicranodontium longirostre
Dicranodontium longirostre là một loài rêu trong họ Dicranaceae. Loài này được F. Weber & D. Mohr Bruch & Schimp. mô tả khoa học đầu tiên năm 1847.